# Tiếng Hạ Đức
Tiếng Hạ Đức hoặc tiếng Hạ Sachsen (Plattdüütsch, Nedderdüütsch, Platduuts, Nedderduuts; tiếng Đức chuẩn: Plattdeutsch hoặc Niederdeutsch; tiếng Hà Lan: Nederduits theo nghĩa rộng hơn, xem bảng danh mục dưới đây) là một ngôn ngữ thuộc nhóm ngôn ngữ Tây German . Ngôn ngữ này được sử dụng chủ yếu ở khu vực thuộc miền bắc nước Đức và miền đông Hà Lan ngày nay, với các biến thể trải rộng về phía Bắc và Đông Âu. Một số biến thể của tiếng Hạ Đức thậm chí có thể được tìm thấy tại một số khu vực ở châu Mỹ. Đây là hậu duệ của tiếng Saxon Cổ ở hình thức sớm nhất.